# An-148

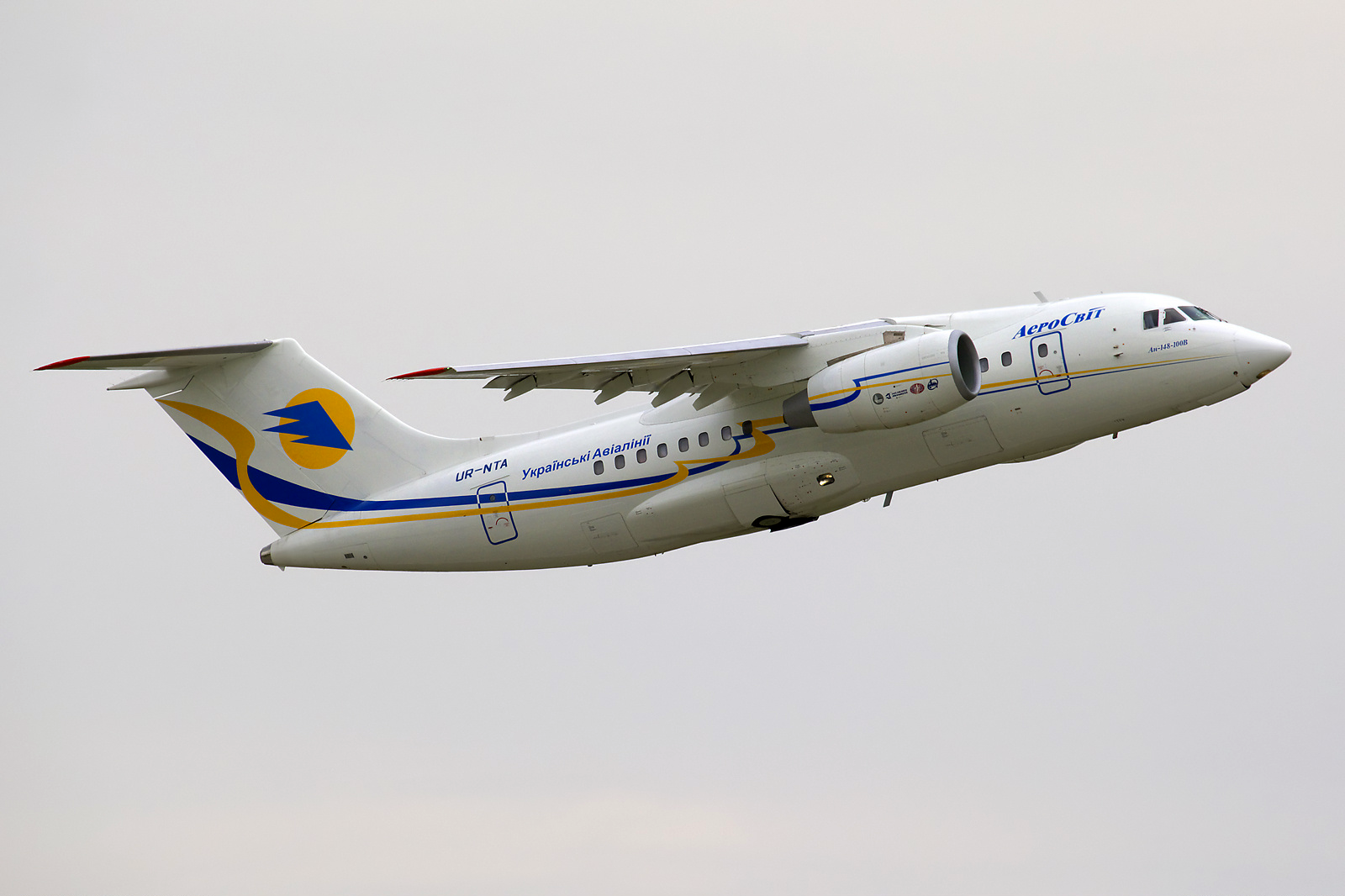
Samolot An-148 w barwach linii Aerosvit

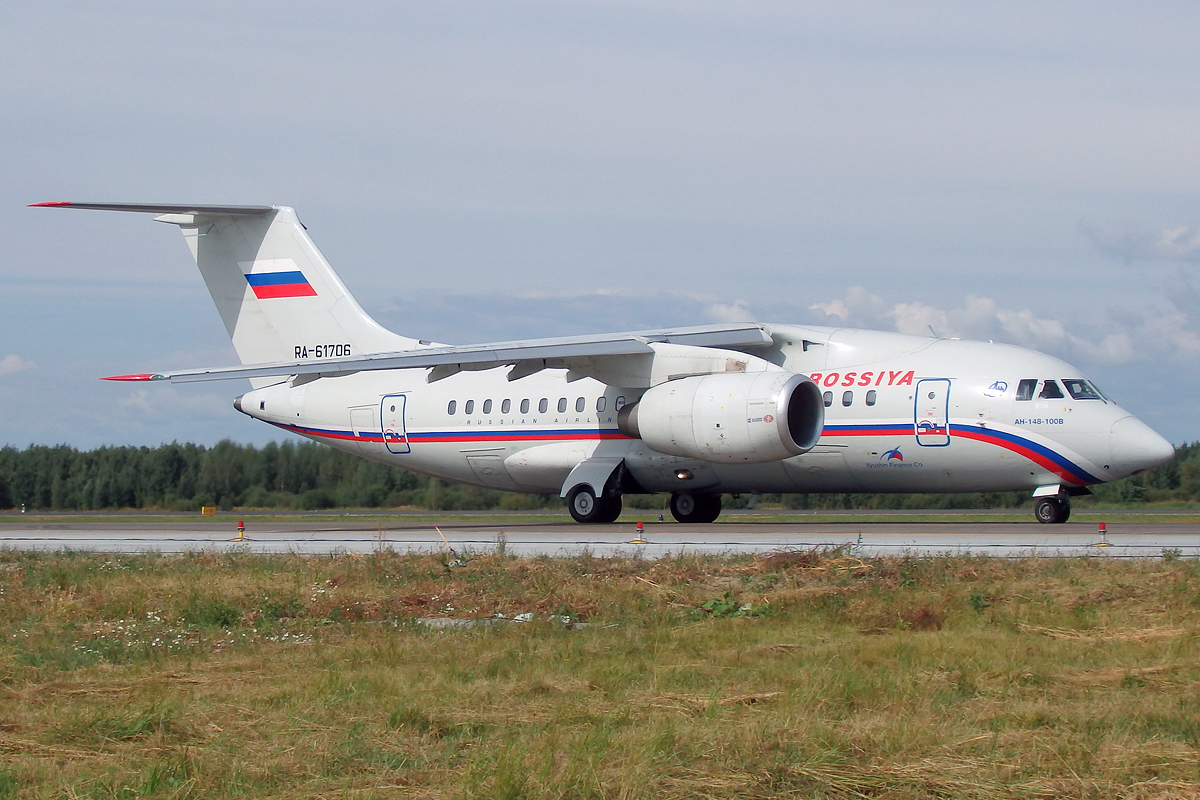
An-148 linii lotniczych Rossija

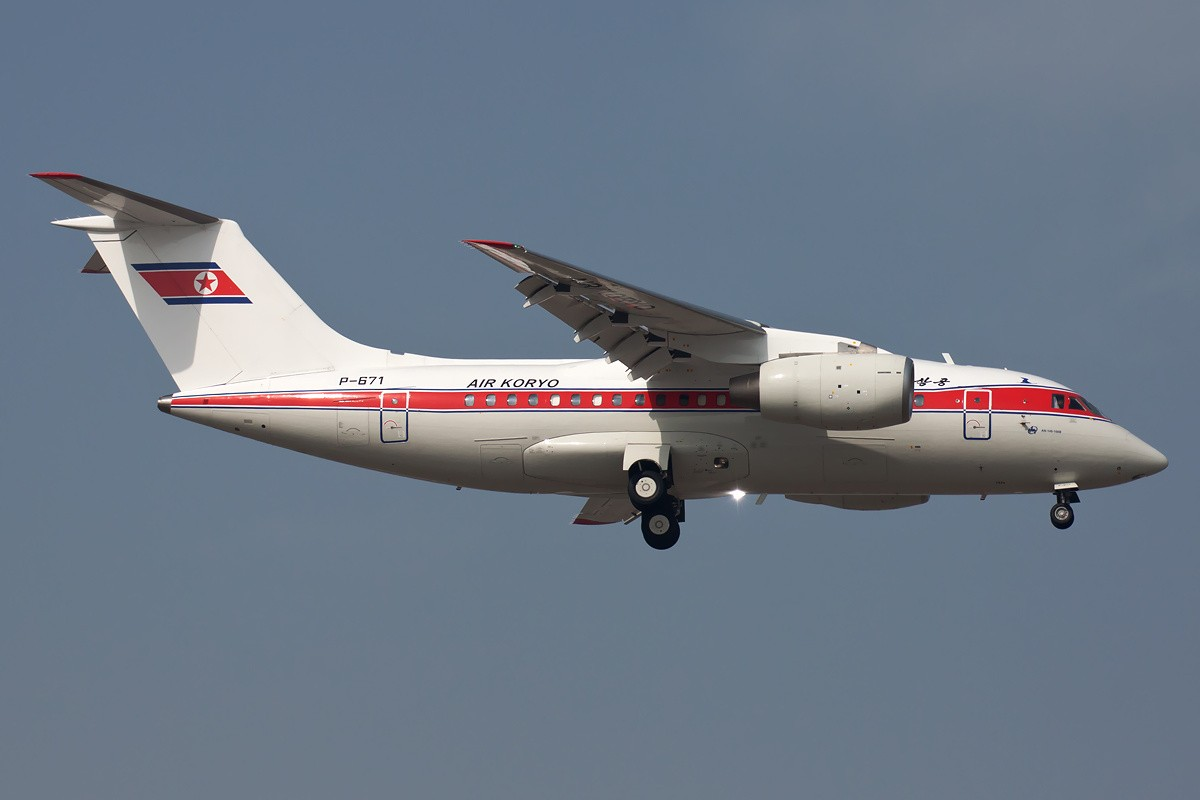
An-148-100B w barwach linii Air Koryo

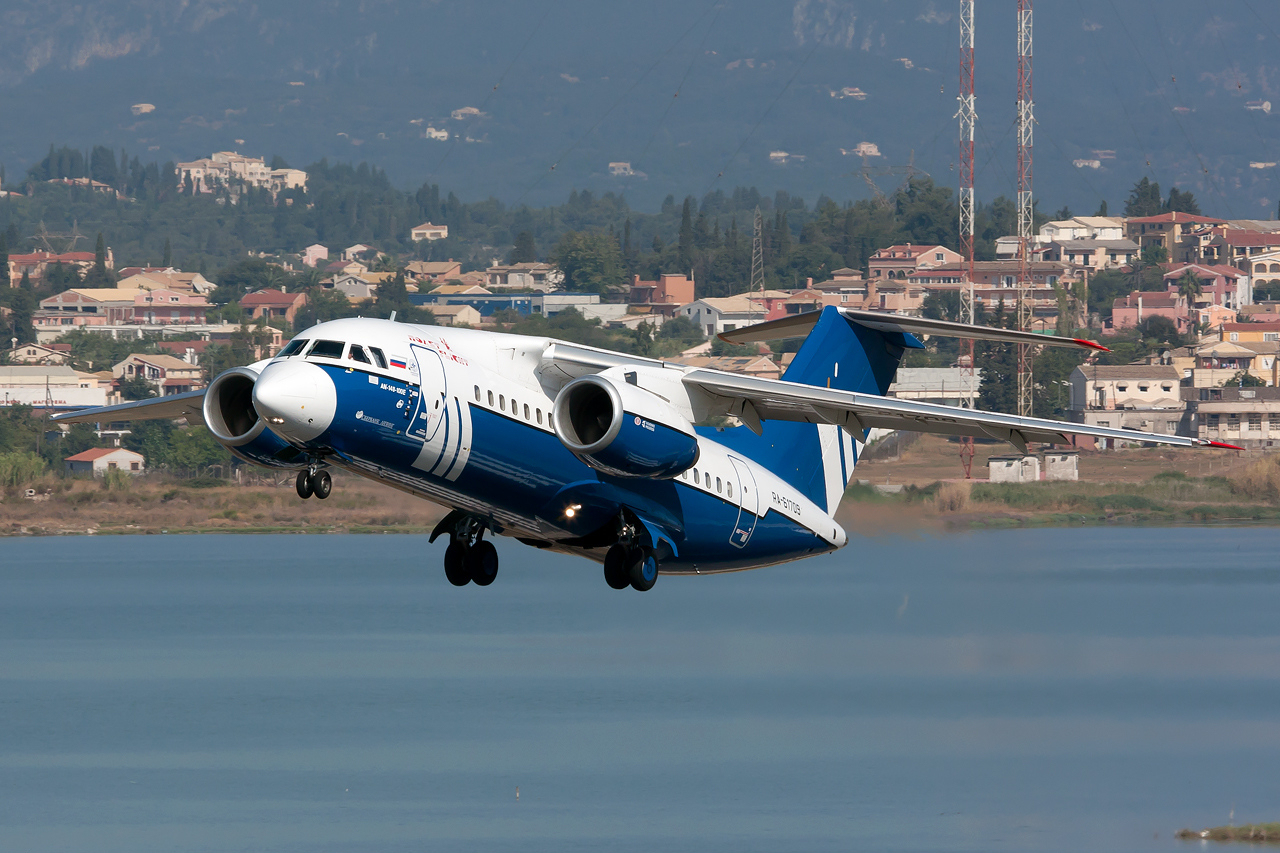
An-148-100E linii Polet Airlines

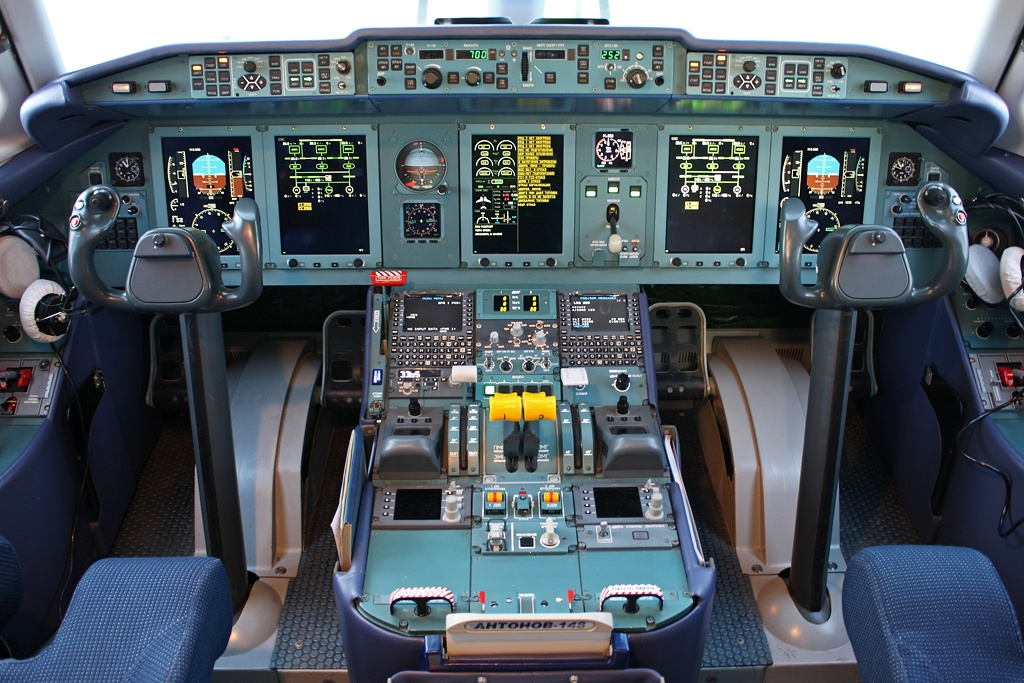
Kokpit samolotu

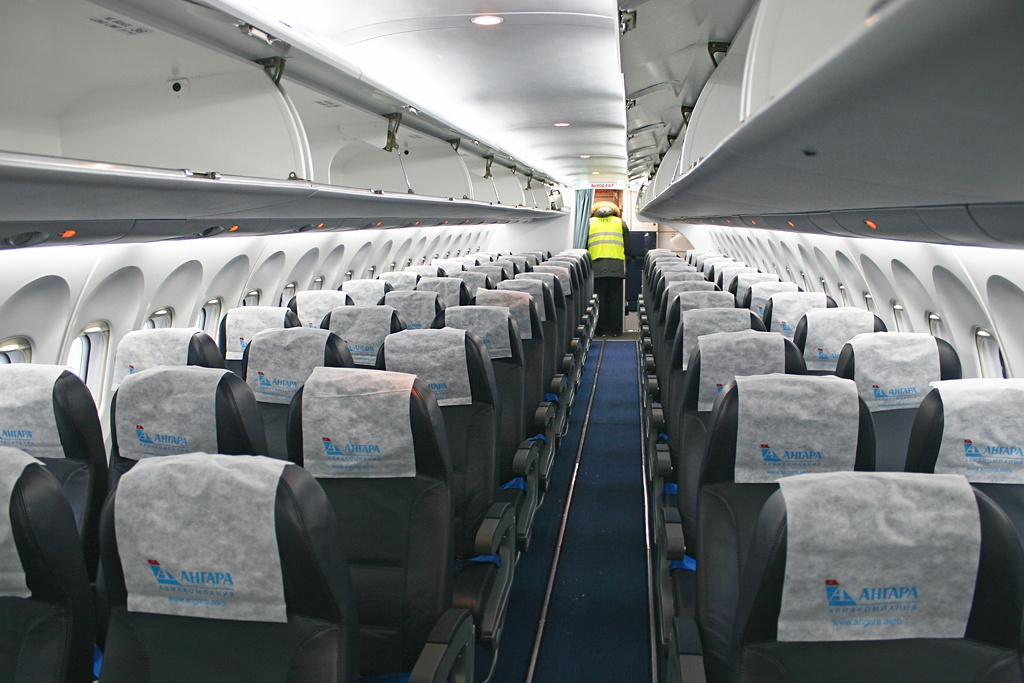
Wnętrze samolotu

An-148 (ukr. Ан-148) – ukraiński dwusilnikowy odrzutowy samolot pasażerski regionalnego zasięgu, skonstruowany w biurze konstrukcyjnym Olega Antonowa i wyposażony w turbowentylatorowe silniki Progress D-436. 

## Historia
Jego pierwszy lot odbył się 17 grudnia 2004, natomiast 2 czerwca 2009 An-148 wykonał swój pierwszy krajowy komercyjny lot w barwach Aerosvitu. An-148 jest produkowany w dwóch fabrykach: w kijowskich zakładach Antonowa oraz w rosyjskim Woroneżu. Pierwszy komercyjny lot międzynarodowy odbył się 13 grudnia 2009 z Odessy do Moskwy. 24 grudnia 2009 odbyła się oficjalna prezentacja samolotu w Rosji, gdzie miał wykonywać rejsy na trasie z Petersburga do Moskwy w barwach linii Rossija.

## Konstrukcja
Dwusilnikowy górnopłat o konstrukcji całkowicie metalowej z usterzeniem w układzie T.

## Wersje rozwojowe
- An-148-100A – wersja o pojemności 75 pasażerów w konfiguracji jednoklasowej lub 68 pasażerów w konfiguracji dwuklasowej, zasięg do 2100 km.
- An-148-100B – wersja o zasięgu 3500 km.
- An-148-100E – wersja o zwiększonym zasięgu do 5000 km.
- An-148-100EA – ukraińska wersja VIP trzyklasowa[4].
- An-148-100EM – odmiana standardowego, pasażerskiego An-148-100 przeznaczona do służby medycznej. Samolot może być zmodyfikowany w pięciu konfiguracjach. Dwóch pasażerskich i trzech mieszanych pasażersko-medycznych. Wersje pasażersko-medyczne mają na pokładzie od dwóch do sześciu modułów medycznych. Każdy moduł przeznaczony jest dla jednego pacjenta i umożliwia pełną opiekę medyczną. Instalacja modułu na pokładzie samolotu zajmuje od 10 do 15 minut. Wybudowano dwie maszyny tej wersji, których użytkownikiem zostało Rosyjskie Ministerstwo Sytuacji Nadzwyczajnych. Pierwsza z maszyn została przekazana Ministerstwu 10 kwietnia 2013 roku[5].
- An-158 (148-200) – wersja o pojemności 98 pasażerów w konfiguracji jednoklasowej.
- An-168  – planowany wariant samolotu biznesowego na 8-40 pasażerów z zasięgiem 7000 km.
- An-178  – wariant samolotu cargo o ładowności 25 ton.

## Użytkownicy

### Obecni
Stan na 8 lutego 2024:
| Użytkownik                                                    | Liczba | Uwagi |
| ------------------------------------------------------------- | ------ | ----- |
| Air Koryo                                                     | 2      |       |
| Ministerstwo ds. Sytuacji Nadzwyczajnych Federacji Rosyjskiej | 2      |       |
| Rossija                                                       | 6      |       |
| Siły Powietrzne Federacji Rosyjskiej                          | 16     |       |
| Ukraina                                                       | 1      |       |
| Łącznie                                                       | 27     |       |

### Dawni
- Kuba
  - Cubana de Aviación
- Rosja
  - Angara
  - Polet Airlines
  - Saratov Airlines
- Ukraina
  - Aerosvit
  - Air Ocean Airlines
  - Ukraine International Airlines

## Specyfikacje
|                                 | 148-100A                                          | 148-100B                                          | 148-100E                                          | 158                  |
| ------------------------------- | ------------------------------------------------- | ------------------------------------------------- | ------------------------------------------------- | -------------------- |
| Załoga                          | Dwa                                               | Dwa                                               | Dwa                                               | Dwa                  |
| Pojemność pasażerów             | 68 (8/60) (2-klasy) 75 (1 klasa) 78-80 (maksimum) | 68 (8/60) (2-klasy) 75 (1 klasa) 78-80 (maksimum) | 68 (8/60) (2-klasy) 75 (1 klasa) 78-80 (maksimum) | 99 (1 klasa)         |
| Długość                         | 29,13 m                                           | 29,13 m                                           | 29,13 m                                           | 34,36 m              |
| Rozpiętość                      | 28,91 m                                           | 28,91 m                                           | 28,91 m                                           | 28,91 m              |
| Wysokość                        | 8,19 m                                            | 8,19 m                                            | 8,19 m                                            | 8,60 m               |
| Szerokość kabiny                | 3,15 m                                            | 3,15 m                                            | 3,15 m                                            | 3,15 m               |
| Wysokość kabiny                 | 2,00 m                                            | 2,00 m                                            | 2,00 m                                            | 2,00 m               |
| Maksymalna masa startowa (MTOW) | 38550 kg                                          | 41950 kg)                                         | 43700 kg                                          | 43700 kg             |
| Maksymalna ładowność            | 9 tys. kg                                         | 9 tys. kg                                         | 9 tys. kg                                         | 9,8 tys. kg          |
| Prędkość przelotowa             | 800 km/h, 432 węzłów                              | 800 km/h, 432 węzłów                              | 800 km/h, 432 węzłów                              | 800 km/h, 432 węzłów |
| Maksymalna Prędkość przelotowa  | 870 km/h, 470 węzłów                              | 870 km/h, 470 węzłów                              | 870 km/h, 470 węzłów                              | 870 km/h, 470 węzłów |
| Maksymalny zasięg               | 2100 km                                           | 3500 km                                           | 4400 km                                           | 2500 km              |
| Rozbieg                         | 1560 m                                            | 1800 m                                            | 1885 m                                            | 1900 m               |
| Maks. Wysokość przelotowa       | 12200 m                                           | 12200 m                                           | 12200 m                                           | 12200 m              |
| Silniki(×2)                     | Progress D-436                                    | Progress D-436                                    | Progress D-436                                    | Progress D-436       |
| Ciąg (×2)                       | 67 kN                                             | 67 kN                                             | 67 kN                                             | –                    |

## Katastrofy
- 5 marca 2011 samolot An-148 przeznaczony dla birmańskiego lotnictwa rozbił się podczas próbnego lotu w środkowej Rosji. Nikt spośród 6 osób będących na pokładzie nie przeżył[7].

- 11 lutego 2018 po starcie z moskiewskiego lotniska Domodiedowo doszło do katastrofy samolotu An-148, w której zginęło 71 osób[8].

## Podobne samoloty
- BAe 146/Avro RJ
- Bombardier CRJ700/900
- Embraer 170
- Fokker 70
- Suchoj SuperJet 100
- Tu-334